# Горчуха
Горчуха (рос. Горчуха) — селище в Макар'євському районі Костромської області Російської Федерації.
Населення становить 995 осіб. Входить до складу муніципального утворення Горчухинське сільське поселення.

## Історія
У 1936-1944 року населений пункт перебував у складі Івановської області. Від 1944 належить до Костромської області.
Від 2007 року входить до складу муніципального утворення Горчухинське сільське поселення.

## Населення
| 2008 | 2010  | 2014 |
| ---- | ----- | ---- |
| 1221 | ↘1166 | ↘995 |